# Stefan Lochner
Stefan Lochner, redkeje tudi Stephan Lochner in Mojster Stefan, nemški slikar, * okoli 1400 do 1410, Meersburg ob Bodenskem jezeru, † 1451, Köln.
Je najpomembnejši slikar kölnske slikarske šole v prvi polovici 15. stoletja. Bil je glavni predstavnik mehkega sloga in eden prvih na katere vpliva tudi že sodobno staronizozemsko slikarstvo okrog Roberta Campina in Jana van Eycka.
Deloval je v obdobju pozne (mednarodne) gotike. Njegove slike združujejo težnjo tega obdobja po dolgih tekočih linijah in briljantnih barvah z realizmom, virtuoznimi površinskimi teksturami in inovativno ikonografijo zgodnje severne renesanse. Lochner, delujoč v Kölnu, trgovskem in umetniškem središču severne Evrope, je bil eden najpomembnejših nemških slikarjev pred Albrechtom Dürerjem. Ohranjena dela vključujejo enodelne oljne slike, nabožne poliptihe in iluminirane rokopise, ki pogosto prikazujejo domišljijske in modrokrile angele. Danes mu pripisujejo približno sedemintrideset del.
O njegovem življenju je razmeroma malo znanega. Umetnostni zgodovinarji, ki mojstra Oltarja mestnih zavetnikov (ali prej tudi Oltar čaščenja Treh kraljev ali Kölner Dombild), povezujejo z zgodovinskim Stefanom Lochnerjem, menijo, da je bil rojen v Meersburgu v jugozahodni Nemčiji okoli leta 1410 in da je nekaj svojega vajeništva preživel v Nizozemskih deželah. Zapisi nadalje kažejo, da se je njegova kariera hitro razvijala, vendar jo je prekinila zgodnja smrt. Vemo, da ga je kölnski svet okrog leta 1442 naročil, naj zagotovi odlikovanja za obisk cesarja Friderika III., ki je bil pomemben dogodek za mesto. Zapisi iz naslednjih let kažejo na naraščajoče bogastvo in nakupe številnih nepremičnin po mestu. Zatem se zdi, da je preobremenil svoje finance in zabredel v dolgove. Kuga je prizadela Köln leta 1451 in tam se, razen v zapisih upnikov, konča omemba Stefana Lochnerja; domneva se, da je tistega leta umrl, star okoli 40 let.
Lochnerjeva identiteta in ugled sta bila izgubljena do oživitve umetnosti 15. stoletja v romantičnem obdobju zgodnjega 19. stoletja. Kljub obsežnim zgodovinskim raziskavam je atribucija še vedno težavna; stoletja so bila številna povezana dela združena in ohlapno pripisana Dombildskemu mojstru, ki ni ime, vzeto iz oltarne slike Kölner Dombild (znana tudi kot oltarna slika mestnih zavetnikov), ki je še vedno v Kölnski stolnici. Eden od Dürerjevih dnevniških zapisov je 400 let kasneje postal ključen pri vzpostavljanju Lochnerjeve identitete v 20. stoletju. Samo dve pripisani deli sta datirani in nobeno ni podpisano. Njegov vpliv na naslednje generacije severnih umetnikov je bil velik. Poleg številnih neposrednih kopij, narejenih v poznejšem 15. stoletju, je odmeve njegovih plošč mogoče videti v delih Rogierja van der Weydna in Hansa Memlinga. Lochnerjevo delo sta hvalila Friedrich Schlegel in Goethe zaradi njegovih kvalitet, zlasti »"sladkosti in miline«" njegovih Madon.

## Identiteta in atribucija
Lochnerjevih podpisanih slik ni, njegova identiteta pa je bila ugotovljena šele v 19. stoletju. J. F. Böhmer je v članku iz leta 1823 identificiral Dombild (kar pomeni 'slika stolnice') ali oltarno sliko svetnikov zavetnikov mesta z delom, omenjenim v poročilu o obisku Kölna leta 1520 v dnevniku Albrechta Dürerja. Razvpiti varčni umetnik je približno sedemdeset let po Lochnerjevi smrti plačal 5 srebrnih pfenigov, da bi si ogledal oltarno sliko Maistra Steffana. Čeprav Dürer ne omeni natančno, katere plošče Maistra Steffana je videl, se njegov opis popolnoma ujema s sredinsko ploščo Dombild oltarne slike. Oltarna slika se omenja v številnih drugih zapisih. Leta 1568 je bil popravljen in ponovno pozlačen ter omenjen v Civitates Orbis Terrarum Georga Brauna leta 1572.
Nemška gotska umetnost je doživela preporod v obdobju romantike zgodnjega 19. stoletja, ko je bilo delo videti kot vrhunec obdobja pozne gotike. Nemški filozof in kritik Friedrich Schlegel je bil ključnega pomena za oživitev Lochnerjevega ugleda. Napisal je dolge traktate, v katerih je Dombild ugodno primerjal z Rafaelovim delom, in verjel, da presega vse, kar so naslikali van Eyck, Dürer ali Holbein. Pozneje je bil navdušen Goethe, poudarjal je Lochnerjev nemški »duh in izvor«; Dombild je opisal kot »"os, okoli katere se starodavna nizozemska umetnost razreši v novo«"
Lochnerjeva identiteta je ostala stoletja neznana in nobeno drugo znano delo ni bilo povezano z Dombild oltarno sliko. Leta 1816 ga je Ferdinand Franz Wallraf identificiral kot Philippa Kalfa na podlagi branja imena, vpisanega na tkanini figure na desni strani osrednje plošče. Oznake na kamnitih tleh, prikazanih v Oznanjenju, je napačno razlagal, da se glasi 1410, ki ga je vzel za leto dokončanja. Johann Dominicus Fiorillo je odkril zapis iz 15. stoletja, ki pravi, »da je bil leta 1380 v Kölnu odličen slikar Wilhelm, ki mu ni bilo para v njegovi umetnosti in je upodabljal ljudi, kot da bi bili živi«. Leta 1850 je Johann Jakob Merlo identificiral maistra Steffana z zgodovinskim Stefanom Lochnerjem.
Leta 1862 je Gustav Waagen postal eden prvih umetnostnih zgodovinarjev, ki je skušal Lochnerjeva dela postaviti v kronološki vrstni red. Njegovo razmišljanje je temeljilo na predpostavki, da se je Lochner razvil iz zgodnjih idealiziranih oblik, ki so običajno povezane s Kölnom v zgodnjem 15. stoletju, in je pozneje absorbiral tehnike in realizem nizozemskih slikarjev. Na ta način je umestil lahkotnejšo »veselost« Lochnerjevih slik Marije z začetka njegove kariere z bolj strogimi in pesimističnimi križanji in ploščami na koncu. Danes umetnostni zgodovinarji menijo, da je ravno obratno; dramatični in inovativni poliptihi so bili prvi, posamezne Marije in plošče svetnikov pa so iz njegovega središča kariere.
Na podlagi njihove podobnosti z oltarjem mestnih zavetnikov so umetnostni zgodovinarji Lochnerju pripisali tudi druge slike, čeprav so številni dvomili, ali je dnevniški zapis pristno napisal Dürer. Dokumentarni dokazi, ki povezujejo slike in miniature z zgodovinskim Lochnerjem, so bili prav tako izpodbijani, zlasti umetnostni zgodovinar Michael Wolfson leta 1996. V obeh primerih se razpravlja o obsegu Lochnerjeve neposredne roke, v nasprotju s tistimi, ki so jih imeli člani ali privrženci delavnice. Nekatere plošče, ki so bile prej pripisane njemu, zdaj domnevajo, da izvirajo iz leta 1451, leta njegove smrti.

## Življenje
Oris zgodovinskega življenja Stefana Lochnerja je sestavljen iz majhnega števila zapisov, ki se večinoma nanašajo na naročila, plačila in prenose lastnine. Ni dokumentov, ki bi se nanašali na njegovo zgodnje življenje, k čemur je prispevala izguba arhivskih zapisov iz njegovega domnevnega rojstnega kraja med francosko okupacijo Kölna.
Glavni viri o Lochnerjevem življenju so plačilo mesta Köln iz junija 1442 v zvezi s Friderikovim obiskom; listini z dne 27. oktobra 1442 in 28. avgusta 1444, ki opisujeta prenos lastništva hiše v Roggendorfu; oktobra 1444 listine za nakup dveh hiš v St Albanu; njegova registracija 24. junija 1447 kot meščan Kölna; njegova izvolitev decembra 1447 v občinski svet; njegova ponovna izvolitev na to mesto ob božiču 1450; korespondenca z mestnim svetom iz avgusta 1451; obvestilo z dne 22. septembra 1451 o postavitvi kužnega pokopališča ob njegovem posestvu in nazadnje sodni zapisnik z dne 7. januarja 1452, ki podrobno opisuje prilastitev njegovega premoženja.

### Zgodnje življenje
Z namigi in domnevami, ki jih je mogoče razbrati, večinoma osredotočenimi na razmeroma premožen par, ki je umrl med kugo in naj bi bili njegovi starši, naj bi Lochner prišel iz Meersburga blizu Bodenskega jezera. Georg in Alhet Lochner sta bila meščana in sta tam umrla leta 1451. »Štefan« je omenjen kot »Stefan Lochner iz Konstance« v dveh dokumentih iz let 1444 in 1448. Vendar pa ni nobenih arhivskih dokazov, da je bil tam, in njegov slog ne nosi nobene sledi umetnosti v tem območju.[23] V mestu ni drugih zapisov o njem ali njegovi družini, razen omembe Lochnerjev (dokaj nenavadno ime) v vasi Hagnau, dva kilometra od Meersburga.
Vendar zapisi kažejo, da je bil Lochnerjev talent prepoznan že v zgodnjem otroštvu. Morda je bil nizozemskega porekla ali pa je tam delal za mojstra, morda Roberta Campina. Zdi se, da sta na Lochnerjevo delo vplivala Jan van Eyck in Rogier van der Weyden; elemente njunih slogov je mogoče zaznati v strukturi in kolorizaciji Lochnerjevih zrelih del, zlasti v njegovi Poslednji sodbi, čeprav nobeden ne velja za mojstra, pri katerem se je učil.

### Selitev v Köln in uspeh
Do leta 1440 je bil Köln največje in najbogatejše mesto v Svetem rimskem cesarstvu. Nadzoroval in obdavčil je prehod trgovine iz Flandrije na Saško in postal finančno, versko in umetniško središče. Mesto je imelo dolgo tradicijo ustvarjanja visokokakovostne vizualne umetnosti in v 14. stoletju je veljalo, da je njegova proizvodnja enaka Dunaju in Pragi. Kölnski umetniki so se osredotočali na bolj osebne in intimne teme, območje pa je postalo znano po izdelavi majhnih plošč z »velikim liričnim šarmom in ljubkostjo, ki je odražala globoko predanost spisom nemških mistikov«.
V 1430-ih je slikarstvo v Kölnu postalo konvencionalno in nekoliko staromodno ter še vedno pod vplivom dvornega sloga mojstra svete Veronike, ki je deloval do leta 1420.[29] Po svojem prihodu je Lochner, ki je bil prej izpostavljen nizozemskim slikarjem in je že delal v olju,[30] zasenčil druge umetnike v mestu.[31] Po besedah umetnostne zgodovinarke Emmy Wellesz je po Lochnerjevem prihodu "slikarstvo v Kölnu dobilo novo življenje", morda obogateno s prejšnjo izpostavljenostjo nizozemskim umetnikom.[28] Postal je splošno slavljen kot najbolj sposoben in sodoben slikar v mestu, kjer je bil znan kot "Maister Steffan zu Cöln".[32]
Lochner se v obstoječih zapisih prvič pojavi leta 1442, devet let pred smrtjo. Preselil se je v Köln, kjer je od mestnega sveta prejel naročilo za odlikovanje za obisk cesarja Friderika III. Lochner je bil na videz dobro uveljavljen in čeprav so bili drugi umetniki vključeni v priprave na dogodek, je bil odgovoren za najpomembnejše aranžmaje. Zdi se, da je bil osrednji del Dombildov oltar, ki so ga sodobni umetnostni zgodovinarji opisali kot »najpomembnejše naročilo 15. stoletja v Kölnu«. Zapisano je, da je za svoj trud prejel štirideset mark in deset šilingov.
Lochner je okoli leta 1442 kupil hišo s svojo ženo Lysbeth. Nič drugega ni znanega o njej in par očitno ni imel otrok. Leta 1444 je pridobil dve večji posesti, »zome Carbunckel«, blizu cerkve sv. Albana, in »zome Alden Gryne«. Zgodovinarji ugibajo, ali te pridobitve kažejo na potrebo po nastanitvi vse večje skupine pomočnikov zaradi njegovega naraščajočega komercialnega uspeha. Verjetno je živel v eni hiši in delal v drugi. Nakupi so lahko povzročili problem; zdi se, da je okoli leta 1447 naletel na finančne težave in je bil prisiljen ponovno zastaviti domove. Druga hipoteka je bila vzeta leta 1448.

### Kuga in smrt
Leta 1447 je lokalni slikarski ceh izvolil Lochnerja za svojega predstavniškega občinskega svetnika ali Ratsherrja. Imenovanje nakazuje, da je v Kölnu živel vsaj od leta 1437, saj so položaj lahko prevzeli le tisti, ki so v mestu živeli deset let. Državljanstva ni prevzel takoj, verjetno zato, da bi se izognil plačilu 12 guldnov pristojbine. Delovati je moral kot svetnik in 24. junija 1447 je postal kölnski meščan. Vlogo občinskega svetnika je lahko opravljal le enoletni mandat, pred ponovno zasedbo pa sta prazni dve leti. Lochner je bil ponovno izvoljen za drugi mandat pozimi 1450–1451, vendar je na položaju umrl.
Leta 1451 je izbruhnila kuga in po Božiču tega leta o njem ni ohranjenih zapisov. Dne 16. avgusta 1451 so uradniki v Kölnu obvestili svet Meersburga, da Lochner ne bo mogel skrbeti za oporoko in posest svojih staršev, ki so bili pred kratkim preminuli. Domnevajo, da je bil takrat že bolan; je bila na tem območju razširjena kuga. 22. septembra je župnija Saint Alban zaprosila za dovoljenje za sežig žrtev na parceli ob njegovi hiši – na njihovem pokopališču ni bilo več prostora. Lochner je umrl nekje med tem datumom in decembrom 1451, ko so upniki prevzeli njegovo hišo. Zapisi iz leta 1451 ne omenjajo Lysbeth, ki je bila verjetno že mrtva.

## Slog
Lochner je delal v poznem mednarodnem gotskem slogu (schöner Stil), ki je že v 1440-ih veljal za zastarelega in staromodnega, vendar ga na splošno obravnavajo kot inovativnega. V slikarstvo v Kölnu je uvedel številne novosti, zlasti s tem, da je svoja ozadja in pokrajine napolnil s posebnimi in dovršenimi detajli ter da je svoje figure upodabljal z večjo maso in volumnom. Wellesz je slike opisal kot dokaz »intenzivnosti občutka, ki daje zelo posebno in zelo ganljivo kakovost njegovemu delu. Njegova predanost se odraža v njegovih figurah: napolni s simboličnim pomenom najmanjše podrobnosti njegovih slik; in, v skritem, skoraj čarobno, govori iz sozvočja njegovih čistih in žarečih barv.«
Lochner je slikal z oljem in pripravljal površino na način, značilen za druge severnonemške umetnike; v nekaterih delih je pritrdil platno na ploščo, ki je nosila običajno kredo. To je bilo verjetno storjeno tam, kjer naj bi bile velike površine navadne pozlate. Kjer naj bi zlata podlaga imela vzorec, kot je brokat, je bil ta pred pozlato vrezan v podlago s kredo, na nekaterih slikah pa so imeli elementi oblikovane dodatke, ki so dvignili površino, ki naj bi bila pozlačena. Pri zlatenju je uporabljal številne tehnike, s katerimi je dosegal različne učinke. To je vključevalo polaganje lista z vodo za brunirane prehode in z oljem ali lakiranjem (modalno zlatenje) za bolj dekorativna področja. Njegove barvne sheme so po navadi svetle in sijoče, napolnjene z različnimi rdečimi, modrimi in zelenimi pigmenti. Pogosto je uporabljal ultramarin, ki je bil takrat drag in težko dostopen. Njegove figure so pravilno obrobljene z rdečo barvo. Bil je inovativen pri upodabljanju telesnih tonov, ki jih je zgradil z uporabo svinčenih belil, da bi dal bledo polt s skoraj porcelanastimi lastnostmi. Pri tem se sklicuje na starejšo tradicijo označevanja žensk iz visokega plemstva, katerih bledica je bila povezana z življenjem, preživetim v zaprtih prostorih, »zaščitenih pred trudom na polju, kar je bilo velike večine«. Zlasti ta tehnika sledi Mojstru Veronike, čeprav so imele prejšnje slikarjeve figure skoraj rumenkast odtenek slonovine. Lochnerjeve Madone so po navadi oblečene v nasičeno modro barvo, ki resonira z okoliško rumeno, rdečo in zeleno barvo. Po mnenju Jamesa Snyderja je umetnik »uporabil te štiri osnovne barve za svoje harmonije«, vendar je šel dlje z uporabo bolj umirjenih in globokih odtenkov v tehniki, imenovani »čista barva«.
Tako kot Conrad von Soest je Lochner pogosto uporabljal črno šrafuro na zlatu, običajno za upodabljanje kovinskih predmetov, kot so broške, krone ali zaponke, v imitacijo zlatarskih del na dragocenih predmetih, kot so relikviariji in kelihi. Nanj sta močno vplivala umetnost in proces obdelave kovin in zlatarstva, zlasti pri njegovem slikanju zlate podlage, in domneva se, da se je morda nekoč izučil za zlatarja. Dokazi o njegovem posnemanju elementov njihove obrti so očitni celo v njegovih podrisih. Pomembni in izpopolnjeni poslikani primeri vključujejo okrašeno zlato obrobo angelskega koncerta v njegovi Poslednji sodbi in Gabrielovo zaponko na zunanjem krilu Dombildove oltarne slike.
Zdi se, da se je Lochner pripravil na papirju, preden se je lotil svojih podrisov; malo je dokazov o predelavi, tudi pri pozicioniranju velikih skupin figur. Infrardeča reflektografija podrisov za plošče Poslednje sodbe prikazuje črke, ki se uporabljajo za označevanje končne barve, ki jo je treba nanesti, na primer 'g' za gelb (rumena) ali 'w' za weiss (belo), pri končanem delu pa je malo odstopanj. Pogosto je preurejal pregibne linije draperije ali za označevanje perspektive, povečeval ali pomanjševal velikost figur. Podrisbe razkrivajo risarske spretnosti, dinamičnost in samozavest; figure so videti popolnoma oblikovane z malo dokazov o predelavi. Mnoge so izredno podrobne in natančno modelirane, na primer broška svete Uršule v oltarju mestnih zavetnikov, ki vsebuje zelo podrobne girlande in diademe.
Morda pod vplivom van Eyckove Madone v cerkvi je Lochner natančno opisal padec in gradient svetlobe. Po besedah umetnostne zgodovinarke Brigitte Corley oblačila »protagonistov spreminjajo svoje odtenke v občutljivi reakciji na dotok svetlobe, rdeče se spreminjajo skozi simfonijo rožnatih tonov v prašno sivkasto belo, zelene v toplo bledo rumeno in limonasto senčenje prek pomaranč do nasičene rdeče«. Lochner je uporabil pojem nadnaravne osvetlitve ne samo od van Eycka, ampak tudi iz von Soestovega Križanja, kjer se svetloba, ki izhaja iz Kristusa, raztopi okoli Janezove rdeče obleke, ko rumeni žarki sčasoma postanejo beli. Obstaja realna možnost, da so številni obrazi svetnikov oblikovani po zgodovinskih osebah, tj. kot donatorski portreti komisarjev in njihovih žena. Figure, ki ustrezajo tej teoriji, vključujejo plošči svete Uršule in svetega Gereona z oltarne slike mestnih zavetnikov.
Za razliko od nizozemskih slikarjev se Lochner ni toliko ukvarjal z orisovanjem perspektive; njegove slike so pogosto postavljene v plitev prostor, medtem ko njegova ozadja dajejo le malo navedbe razdalje in se pogosto raztopijo v čistem zlatu. Tako in glede na njegove harmonične barvne sheme je Lochner običajno opisan kot eden zadnjih predstavnikov mednarodne gotike. To ne pomeni, da njegovim slikam manjka sodobna severnjaška prefinjenost; njegovi aranžmaji so pogosto inovativni. Svetovi, ki jih slika, so po Snyderju zamolčani, doseženi s simetrijo umirjene rabe barv in pogosto ponavljajočim se slogovnim elementom krogov. Angeli tvorijo kroge okoli nebeških podob; glave nebeških figur so visoko okrogle in nosijo okrogle avreole. Po Snyderju je gledalec počasi »povlečen v empatijo z vrtečimi se oblikami«.
Zaradi pomanjkanja ohranjenih pripisanih del je težko zaznati kakršen koli razvoj v Lochnerjevem slogu. Umetnostni zgodovinarji niso prepričani, ali je na njegov slog postopoma bolj ali manj vplivala nizozemska umetnost. Nedavna dendrokronološka preiskava pripisanih del kaže, da njegov razvoj ni bil linearen, kar nakazuje, da je naprednejša predstavitev v templju iz leta 1445, pred bolj gotskimi ploščami svetnikov, ki so zdaj razdeljena med Londonom in Kölnom.

## Delo

### Tabelne slike
Lochnerjeva glavna dela vključujejo tri velike poliptihe: Oltar mestnih zavetnikov; Poslednja sodba, ki je razdeljena in v več zbirkah; in nürnberško Križanje. Datirani sta samo dve pripisani sliki; Rojstvo iz leta 1445, ki je zdaj v Stari Pinakoteki v Münchnu, in Predstavitev v templju iz leta 1447, ki je zdaj v Darmstadtu. Obstaja manjša, starejša različica Predstavitvenega prizora v fundaciji Calouste Gulbenkian v Lizboni iz leta 1445. Ker je povpraševanje po posvetnih delih naraščalo in so verska dela v kasnejših stoletjih postala nemodna, so poliptihe iz 15. stoletja pogosto razbili in prodali kot posamezna dela, zlasti če je plošča ali del vseboval podobo, ki bi lahko veljala za posvetni portret.
Krilne plošče in drugi fragmenti Lochnerjevih večjih del so danes razpršeni po različnih muzejih in zbirkah. Dve ohranjeni dvostranski krilni plošči z oltarne slike s podobami svetnikov sta v londonski Narodni galeriji in muzeju Wallraf-Richartz v Kölnu (to je zdaj prežagano, tako da sta lahko obe strani prikazani na steni). Krila Poslednje sodbe so prvotno imela šest delov, poslikanih na obeh straneh, vendar so bila razdeljena na dvanajst posameznih slik, zdaj med muzejem Wallraf-Richartz, staro pinakoteko v Münchnu in muzejem Städel v Frankfurtu. Verjetno je iz zgodnjega obdobja njegove kariere, vendar se po temi in ozadju razlikuje od drugih ohranjenih in pripisanih del. Medtem ko so elementi razporejeni v značilni harmoniji, sta kompozicija in ton nenavadno temačna in dramatična. Tudi Križanje je zgodnje delo in spominja na poznosrednjeveško slikarstvo. Ima močno okrašeno pozlačeno ozadje in gladko tekočo kakovost 'mehkega' gotskega sloga.
Ohranjena dela večkrat obravnavajo iste prizore in teme. Rojstvo se ponavlja, medtem ko več plošč prikazuje Devico z otrokom, pogosto obdano z zborom angelov, ali v zgodnejših ploščah, blagoslovljeno z lebdečo predstavitvijo Boga ali goloba (ki predstavlja Svetega Duha). V mnogih primerih je Marija zaprta v svojem običajnem zaprtem vrtu. Več razkriva delo številnih rok, pri čemer so šibkejši in manj samozavestni odlomki pripisani članom delavnice. Liki Marije in Gabrijela na hrbtni strani Dombild so bili narisani hitreje in z manj spretnosti kot liki na glavnih ploščah, draperija pa je po besedah umetnostnega zgodovinarja Juliena Chapuisa modelirana z določeno 'togostjo', medtem ko šrafura »ne doseže jasne definicije reliefa«. Številne risbe so bile povezane z njim, vendar je le ena, ok. 1450 čopič in črnilo na papirju z naslovom Devica z otrokom in je zdaj v Musee du Louvre, pripisan z zaupanjem.

### Iluminirani rokopisi
"Molitvenik Stephana Lochnerja", Job Derided by his Wife, ok. 1450
Lochner je povezan s tremi ohranjenimi horariji; v Darmstadtu, Berlinu in Anholtu. Razpravlja se o obsegu njegove povezanosti z vsakim; člani delavnice so bili verjetno močno vpleteni v njihovo izdelavo. Najbolj znan je Molitvenik Stephana Lochnerja iz zgodnjih 1450-ih, ki je zdaj v Darmstadtu; drugi so Berlinska knjiga molitev ok. 1444 in Anholtski molitvenik, dokončan v 1450-ih. Rokopisi so zelo majhni (Berlin: 9,3 cm x 7 cm, Darmstadt: 10,7 cm x 8 cm, Anholt: 9 cm x 8 cm) in podobni po postavitvi in barvi ter so vsak izdatno okrašeni z zlato in modro barvo. Obrobe so okrašene s svetlimi barvami in vsebujejo akantove zvitke, zlato listje, rože, jagodičasto sadje in okrogle stroke. Darmstadtska knjiga vsebuje celoten cikel mučeništva apostolov. Njegove ilustracije vsebujejo značilno Lochnerjevo uporabo temno modre barve, ki spominja na njegovo Devico v rožnem vrtu.
Umetnostni zgodovinar Ingo Walther zaznava Lochnerjevo roko v »pobožni intimnosti in duševnosti figur, ki so vedno izražene tako nežno in elegantno, tudi v izjemno majhnem formatu slik«. Chapuis se strinja s pripisom in ugotavlja, koliko miniatur ima tematske podobnosti s pripisanimi ploščami. Piše, da ilustracije »niso obroben pojav. Nasprotno, naslavljajo več pomislekov, artikuliranih v Lochnerjevih slikah, in jih oblikujejo na novo. Ni dvoma, da te izvrstne podobe izvirajo iz istega uma.« Besedilo darmstadtske knjige je napisano v kölnskem ljudskem jeziku, berlinske knjige pa v latinščini.

### Drugo
Obstajajo ohranjena liturgična oblačila z izvezenimi figurami, vključno s sv. Barbaro, v Lochnerjevem slogu in s podobnimi oblikami obraza. To je povzročilo nekaj ugibanj ali je Lochner zagotovil modele. Poleg tega je več sodobnih vitrajev podobnih v slogu in potekala je razprava o tem, ali je bil morda odgovoren za cerkvene poslikave; figure Dombilda in Device z vijolico v naravni velikosti kažejo na njegovo sposobnost dela v monumentalnem obsegu.
Za dve risbi na papirju v Britanskem muzeju in École Nationale Supérieure des Beaux-Arts so včasih mislili, da sta študiji za Münchensko Rojstvo.ref>"Drawing". British Museum. Retrieved 24 October 2015</ref> Linije gub na oblačilih se zelo ujemajo s tistimi na sliki, čeprav tehnična sposobnost ne. Na pariški risbi so madeži barve, ki kažejo, da je šlo za študij članov delavnice. Londonski del je boljši, vendar so njegove linije bolj toge in nimajo Lochnerjeve fluidnosti, zato je bil pripisan risarju, tesno povezanemu z Lochnerjem.

## Vplivi
Zdi se, da je Lochnerjeva umetnost dolžna dvema širokima viroma; nizozemska umetnika van Eyck in Robert Campin ter zgodnejši nemški mojstri Conrad von Soest in mojster Svete Veronike. Iz prvih je Lochner črpal svoj realizem v upodabljanju naturalističnih ozadij, predmetov in oblačil. Od slednjih je prevzel nekoliko zastarel način upodabljanja figur, zlasti žensk, s punčkastimi, zgovornimi in občutljivimi potezami, da bi predstavil »ikonične, skoraj brezčasne« atmosfere, poudarjene s takrat staromodnimi zlatimi ozadji. Lochnerjeve figure imajo idealizirane poteze obraza, značilne za srednjeveško portretiranje. Njegovi subjekti, predvsem ženske, imajo običajno visoka čela, dolge nosove, majhne zaobljene brade, pripete svetle kodre in izbočena ušesa, značilna za pozno gotiko, kar jim daje značilno monumentalnost umetnosti 13. stoletja in jih postavlja na videz podobna plitva ozadja.
Lochner je verjetno videl van Eyckov ok. 1432 Gentski oltar med njegovim obiskom na Nizozemskem in zdi se, da si je izposodil številne njegove kompozicijske elemente. Podobnosti vključujejo način, na katerega se figure povezujejo s prostorom, ter poudarek in upodabljanje elementov, kot so brokati, dragulji in kovine. Nekatere figure na Lochnerjevih slikah so neposredno izposojene iz Genta in številne poteze obraza se ujemajo s tistimi, ki jih vidimo pri van Eycku. Njegovo Devico z vijolico pogosto primerjajo z van Eyckovo Devico pri vodnjaku iz leta 1439. Podobno kot v van Eyckovih delih tudi Lochnerjevi angeli pogosto pojejo ali igrajo na glasbila, vključno z lutnjami in orglami.
Zdelo se je, da je zavračal nekatere vidike van Eyckovega realizma, zlasti v svojih upodobitvah senc in njegovi nepripravljenosti za nanašanje prozornih glazur. Kot kolorist se je Lochner bolj nagibal k mednarodni gotiki, četudi je ta zavirala realizem. Ni uporabil na novo razvitih nizozemskih tehnik upodabljanja perspektive, temveč je nakazal razdaljo skozi pomanjševanje vzporednih objektov.

## Zapuščina
Zgodovinski dokazi kažejo, da so bile Lochnerjeve slike dobro poznane in pogosto kopirane v času njegovega življenja ter so ostale vse do 16. stoletja. Zgodnji primerki s črnilom po njegovi Devici v čaščenju so v Britanskem muzeju in École Nationale Supérieure des Beaux-Arts. Vpliv Lochnerjeve Poslednje sodbe je viden v oltarni sliki Hansa Memlinga iz Gdanskega oltarja, kjer so nebeška vrata podobna, prav tako kot prikaz blaženih. Albrecht Dürer je zanj vedel že pred bivanjem v Kölnu, Van der Weyden pa je videl njegove slike med potovanjem v Italijo. Janezov oltar je podoben Lochnerjevemu Bartolomeju odirajo kožo, zlasti v krvniku, medtem ko njegova oltarna slika svetega Kolumbana vključuje dva motiva iz Lochnerjevega triptiha Čaščenje Treh kraljev; zlasti kralj na osrednji plošči s hrbtom obrnjen proti gledalcu in dekle na desnem krilu, ki drži košaro z golobi.
Heisterbachov oltar, razstavljena dvojna krila, ki so zdaj razbita in razdeljena med Bamberg in Köln, je močno zpodobna Lochnerjevemu slogu. Notranje plošče prikazujejo šestnajst prizorov iz življenja Kristusa in Device, ki imajo več podobnosti z Lochnerjevim delom, tudi po formatu, kompozicijskih motivih, fizionomiji in kolorizaciji. Delo je bilo nekaj časa pripisano Lochnerju, zdaj pa je splošno sprejeto, da ima le njegov močan vpliv. Leta 1954 je Alfred Stange mojstra Heisterbachovega oltarja opisal kot Lochnerjevega »najbolj znanega in najpomembnejšega učenca in sledilca«, čeprav raziskave iz leta 2014 kažejo, da sta morda sodelovala pri ploščah.
Raziskava Iris Schaeffer leta 2014 o spodnjih risbah Dombildovega oltarja je ugotovila dve vodilni roki, domnevno Lochnerja in izjemno nadarjenega učenca, za katerega sklepa, da je bil verjetno glavni umetnik za Heisterbachov oltar. Nasprotno mnenje je, da je Lochnerjeva delavnica izdelovala do roka, on pa je delegiral zaradi smotrnosti.